# Yangzee Football Club
Maillots
Le Yangzee Football Club (en hangul: 양지 축구단), plus couramment abrégé en Yangzee FC, est un ancien club sud-coréen de football fondé en 1967 et disparu en 1970, et basé à Séoul, la capitale du pays.
Il a entre autres atteint la finale de la Coupe d'Asie des clubs champions en 1969.

## Historique
Mis en place en février 1967 par le chef de la CIA coréenne Kim Hyung-Wook, l'équipe avait pour but d'améliorer le niveau du football en Corée du Sud après la performance de l'équipe de la Corée de Nord qui avait atteint lors de la coupe du monde 1966 les quarts-de-finale de la compétition en Angleterre, en raison de l'enjeu politique entre les deux nations.
Pour cela, le club a recruté les meilleurs éléments du pays, immédiatement les résultats dans le championnat amateur national avec le titre et une victoire en coupe du Président en 1968, mais la plus grande performance est l'année suivante avec la finale de la Coupe d'Asie des clubs champions de 1969, perdue contre le club israélien du Maccabi Tel-Aviv (0-1).
Mais une fois que l'intérêt du football se rabaissa en même temps que la faiblesse de Kim à la tête de l'organisation, ajouté à la politique de détente entre les deux nations, le club disparut tout simplement le 17 mars 1970 après trois années d'existence seulement.

## Palmarès
| Compétitions nationales                                                                                   | Compétitions internationales                             |
| --- | -------------------------------------------------------- |
| - Championnat de Corée du Sud amateur (1) : - Champion : 1968. - Coupe du Président : - Vainqueur : 1968. | - Coupe d'Asie des clubs champions : - Finaliste : 1969. |

## Entraîneurs du club
- Choi Jung-min
- Kim Yong-sik